# 山东省京剧院
山东省京剧院创建于1950年5月，是国家重点京剧院团之一，现址位于山东省济南市历下区历山路381号。
1950年5月，胶东军区文协胜利京剧团和鲁中南区党委歌剧团京剧队合编成山东省立实验剧团。1953年秋，更名为山东省京剧团。1956年夏至1958年底，山东军区政治部京剧团和中国人民志愿军政治部京剧团先后划归该团建制。1990年，更名为山东省京剧院。2006年1月，评为“国家重点京剧院团”。
自建立之日起，山东省京剧院的知名京剧演员有白玉昆、方榮翔、周亚川、尚长麟、王影侠、俞砚霞、袁金凯、李师斌、殷宝忠、唐世辛、张春秋、宋玉庆、曾广发、张秀莹、周文林、徐富元、路登云、王信生、薛亚萍、程青、王玉瑾、周明仁、白云明等。
2019年11月起，由蒋庆鹏担任山东省京剧院院长、党总支书记。目前，山东省京剧院是山东省人民政府文化和旅游厅所属正处级公益二类事业单位。主要职责是：创作、整理、演出京剧传统剧（节）目和现代戏；开展京剧艺术研究、普及推广等工作；培养京剧优秀艺术人才。